# Успенская-Ошанина, Татьяна Львовна
Татья́на Льво́вна Успе́нская-Оша́нина (род. 1937, Москва) — советская и российская писательница, педагог, редактор. Дочь поэта Льва Ошанина.

## Биография
Родилась в Москве 19 октября 1937 года в семье советского поэта Льва Ошанина и Елены Успенской (внучки русского писателя Глеба Успенского). По окончании педагогического училища, с 19 лет преподавала в московской школе № 167 в экспериментальном классе под руководством профессора Л. В. Занкова.
В 1962—1972 гг. работала учителем литературы в знаменитой физико-математической «Второй школе», куда её пригласил Ф. А. Раскольников, коллега-литератор по школе № 167. Преподавала по собственным программам, куда включила творчество Ф. Достоевского, поэтов Серебряного века и других авторов, нетипичных для уроков литературы в СССР 1960-х; руководила Клубом интересных встреч. Событиями для школьников стали знакомство с К. И. Чуковским (на его даче в Переделкино побывали все классы); беседа в школе с Н. Я. Эдельманом, Рождественским, Андрониковым; посещение мастерской скульптора В. Сидура; неоднократные выступления Булата Окуджавы в актовом зале школы; встречи с Алексеем Арбузовым, Назымом Хикметом, Фазилем Искандером, Арсением Тарковским, Анатолием Гелескулом, читавшим произведения тогда ещё малоизвестного в СССР Гарсиа Лорки и иллюстрировал рассказ испанской музыкой, аккомпанируя себе на гитаре.
Закончила МГУ. Весной 1972 года, в знак протеста против увольнения директора В. Ф. Овчинникова уволилась из школы вместе с большинством преподавателей. До 1975 года работала редактором в издательстве «Современник». Весной 1990 года была приглашена в Пенсильванский университет читать лекции (о А. С. Пушкине, о современной русской литературе, о собственном творчестве). В течение 1991 года несколько раз выступала по радио «Свобода» с передачами «Мои впечатления об Америке», «Мои впечатления об американской школе» («Америка со школьной парты»). С 1990-х годов проживает в США (штат Коннектикут).

## Творчество
Дебютная повесть «Кошка на промокашке» написана в 1962 году. После смерти матери в 1966 году завершила её неоконченную повесть «Бархатная застава» (издана в 1969 году). Намеренно взяла материнскую фамилию матери в качестве псевдонима, чтобы исключить любые «подозрения» об участии знаменитого отца в литературной карьере дочери. Автор более 20 книг. Печаталась в журнале «Москва» (повесть «Дора» в 1998 году), публиковалась как критик в журнале «Нева» и русскоязычных американских газетах «Новое русское слово» и «Панорама». Занималась переводами с подстрочников писателей союзных республик, издав 10 переводных книг в издательствах «Советский писатель» и «Современник». Выступала на Всесоюзном радио в передачах «Писатель у микрофона» и «Взрослым о детях». Вела творческий семинар, работая с молодыми прозаиками и поэтами.

### Серия учебных пособий «Домашняя школа Татьяны Успенской»
- Уроки правильной речи. — М.: Росмэн-Пресс, 2005. — 112 с. — ISBN 5-353-01796-X.
- Уроки развития внимания и памяти. — М.: Росмэн-Пресс, 2005. — 95 с. — ISBN 5-353-01873-7.
- Уроки развития мышления и воображения. — М.: Росмэн-Пресс, 2005. — 103 с. — ISBN 5-353-01955-5.
- Уроки правильного письма. — М.: Росмэн-Пресс, 2005. — 110 с. — ISBN 5-353-01960-1.
- Уроки знакомства с окружающим миром. — М.: Росмэн-Пресс, 2005. — 128 с. — ISBN 5-353-02019-7.
- Уроки дошкольного чтения. — М.: Росмэн-Пресс, 2005. — 100 с. — ISBN 5-353-02033-2.